# The Beatles' Second Album
The Beatles' Second Album (Electrifying Big-Beat Performances by England's Paul McCartney, John Lennon, George Harrison and Ringo Starr) è il terzo album in studio dei Beatles pubblicato negli Stati Uniti d'America nel 1964.

## Contenuti
L'album è composto da brani provenienti da singoli, EP, e LP già pubblicati in Inghilterra ma inediti negli Stati Uniti: le cinque tracce rimanenti dell'album With the Beatles rimaste escluse dal precedente album della Capitol, Meet the Beatles!, Thank You Girl, B-side del singolo From Me to You, il singolo She Loves You/I'll Get You, il brano You Can't Do That dall'album A Hard Day's Night e due nuovi brani, Long Tall Sally e I Call Your Name, che verranno pubblicati il mese successivo anche in Inghilterra nell'EP Long Tall Sally.
I tecnici della Capitol, aggiunsero, dietro ordine del responsabile Dave Dexter Jr., molto effetto eco e riverbero ai brani per dar loro un'atmosfera da concerto come si nota maggiormente nei brani tratti da With the Beatles che erano registrati su due piste stereo. A causa del citato effetto eco aggiunto ai brani, questo disco è considerato una rarità dai collezionisti.
La traccia "Thank You Girl"  è presente nella versione stereo che sarà l'unico vero missaggio stereo della canzone disponibile in oltre 40 anni, fino all'uscita nel 2009 dell'edizione rimasterizzata della raccolta Past Masters.
Nel 2004 l'album è stato ristampato per la prima volta in formato CD come parte del cofanetto The Capitol Albums, Volume 1.

## Accoglienza
Il disco raggiunse la prima posizione in classifica in USA, scalzando il precedente album Meet the Beatles!. Fu la prima volta che un album venne scalzato dalla vetta della classifica da un altro dello stesso gruppo. L'album stabilì anche un secondo record vendendo 250 000 copie il giorno stesso della pubblicazione.

## Tracce
Tutti i brani sono opera di John Lennon e Paul McCartney, eccetto dove indicato.
Lato 1
1. Roll Over, Beethoven (Chuck Berry)
2. Thank You Girl
3. You've Really Got a Hold on Me (Smokey Robinson)
4. Devil in Her Heart (Richard Drapkin)
5. Money (That's What I Want) (Janie Bradford, Berry Gordy Jr.)
6. You Can't Do That

Lato 2
1. Long Tall Sally (Robert Blackwell, Enotris Johnson, Little Richard)
2. I Call Your Name
3. Please Mr. Postman (Robert Bateman, Georgia Dobbins, Garrett, Fred Gorman, Brian Holland)
4. I'll Get You
5. She Loves You

## Influenza culturale
L'album Prisoners of Love (A Smattering of Scintillating Senescent Songs 1985-2003) del gruppo musicale rock statunitense Yo La Tengo ha la copertina molto simile a quella di questo album.